# Eduard Zarncke
Eduard Zarncke (* 7. August 1857 in Leipzig; † 4. März 1936 ebenda) war ein deutscher klassischer Philologe und Bibliothekar.

## Biografie
Eduard Zarncke war der Sohn des Germanisten Friedrich Zarncke und trat als Philologe in dessen Fußstapfen, auch wenn er sich statt auf die Germanistik auf die klassische Philologie spezialisierte.
Zarncke wurde in Leipzig, der hauptsächlichen Wirkungsstätte seines Vaters, geboren und besuchte das dortige Nikolaigymnasium. Danach studierte er in Heidelberg, Straßburg und Leipzig Philologie und wurde 1880 mit der Dissertation De vocabulis Graecanicis quae traduntur in inscriptionibus Carminum Horatianorum promoviert. 1881 wurde er Volontär an der Universitätsbibliothek Leipzig und stieg dort bis 1902 zum Oberbibliothekar auf. 1885 habilitierte er sich zudem in Leipzig und 1888 wurde er zum außerordentlichen Professor berufen. Im November 1933 unterzeichnete er das Bekenntnis der deutschen Professoren zu Adolf Hitler.
Zarncke war Herausgeber der Zeitschriften „Literarische Wochenschrift“ und „Die Neue Literatur“.

## Veröffentlichungen (Auswahl)
- Eduard Zarncke: „Friedrich Zarncke, geb. am 7. Juli 1825, gest. am 15. Oktober 1891“ (wissenschaftlich bedeutsamer Nachruf auf seinen Vater). In: Biographisches Jahrbuch für Altertumskunde 18 (1895), S. 90–108. (auch separat: Berlin 1895).
- als Hrsg.: Literarisches Centralblatt für Deutschland. Begründet von Friedrich Zarncke. Eduard Avenarius, Leipzig.

## Archivalien
An Archivalien von und über Eduard Zarncke finden sich beispielsweise
- in der Universitätsbibliothek Leipzig im Nachlass von Zarncke unter anderem zwei handschriftliche Briefe von Ferdinand Jugler an Zarncke bei Breitkopf & Härtel
  - 15 Seiten vom 12. März 1904 mit einer Lebensdarstellung von Juglers Urgroßvater und Großvater, mit dem er die Veröffentlichung der Familienpapiere und schriftlichen Erinnerungen erreichen will; Signatur: NL 249/1/J/499;
  - 2 Seiten vom 4. April 1905 mit einem Dank Juglers an Zarncke für dessen Bemühungen; Signatur: NL 249/1/J/500[3]